# Volzhski
Volzhski (en ruso: Во́лжский) es una ciudad rusa perteneciente a la óblast de Volgogrado. Su territorio está subordinado directamente a la óblast, con el estatus de ókrug urbano, y se enclava entre la orilla oriental del río Volga y el territorio del raión de Srédniaya Ájtuba. El Volga separa a Volzhski del territorio de la capital regional Volgogrado, de cuya periferia forma parte.
En 2021, el territorio de la ciudad tenía una población de 321 479 habitantes. Su territorio no incluye pedanías, desde que en 2012 las que tenía pasaron a considerarse barrios de la ciudad.
Se ubica unos veinte kilómetros al noreste del centro urbano de la capital regional, en la salida de la carretera 18P-1, que lleva hacia el sureste a Astracán siguiendo la orilla izquierda del Volga. También sale de aquí la carretera R229, que hacia el norte lleva a Enguels.

## Historia
Fue fundada en 1951 para dar vivienda a los constructores de la actual central hidroeléctrica de Volgogrado. En tan solo dos años llegó a alcanzar casi treinta mil habitantes, debido a la llegada de gran cantidad de voluntarios del Komsomol y de trabajadores forzados del Gulag. Debido a ello, adoptó el estatus de ciudad en 1954. La central hidroeléctrica sigue siendo la base del funcionamiento de la ciudad, aunque también alberga diversas industrias y funciona como área periférica de la capital regional.

## Deportes
- FC Energiya Volzhsky

## Ciudades hermanadas
- Collegno, Italia